# Firmin (aktor)
J.-B. François Becquerelle zwany Firmin (ur. 1784 zm. 1859) – aktor francuski, członek Komedii Francuskiej.

## Kariera sceniczna
| Rok  | Sztuka                       | Autor                               |
| ---- | ---------------------------- | ----------------------------------- |
| 1821 | Sylla                        | Étienne de Jouy                     |
| 1823 | L'Auberge des Adrets         | Benjamin Antier                     |
| 1826 | Le Siège de Paris            | Charles-Victor Prévost d'Arlincourt |
| 1828 | Walstein                     | Pierre-Chaumont Liadières           |
| 1829 | Henri III et sa cour         | Alexandre Dumas                     |
| 1830 | Hernani                      | Victor Hugo                         |
|      | La Seconde Année             | Eugène Scribe                       |
| 1835 | Don Juan d'Autriche          | Casimir Delavigne                   |
| 1837 | La Marquise de Senneterre    | Mélesville                          |
|      | Le Chef-d'oeuvre inconnu     | Charles Lafont                      |
| 1838 | Louise de Lignerolles        | Prosper-Parfait Goubaux             |
| 1839 | Mademoiselle de Belle-Isle   | Alexandre Dumas                     |
| 1840 | Henri III et sa cour         | Alexandre Dumas                     |
| 1841 | Un mariage sous Louis XV     | Alexandre Dumas                     |
| 1842 | Lorenzino                    | Alexandre Dumas                     |
| 1843 | Eve                          | Léon Gozlan                         |
|      | Les Demoiselles de Saint-Cyr | Alexandre Dumas                     |